# US Open 2022
L'Obert dels Estats Units 2022, conegut oficialment com a US Open 2022, és una competició de tennis masculina i femenina disputada sobre pista dura que pertany a la categoria de Grand Slam. La 142a edició del torneig es va celebrar del 29 d'agost a l'11 de setembre de 2022 al complex USTA Billie Jean King National Tennis Center de Flushing Meadows, Nova York, Estats Units.

## Resum
- El tennista espanyol Carlos Alcaraz va guanyar el primer títol de Grand Slam del seu palmarès, en la primera final que disputava, i el cinquè títol de la temporada. Va esdevenir el tennista més jove en guanyar un Grand Slam individual des de Rafael Nadal l'any 2005, i el més jove US Open des de Pete Sampras l'any 1990. En la final va derrotar el noruec Casper Ruud, que també cercava el primer títol de Grand Slam. A banda del títol, en la final també es decidia el nou número 1 del rànquing ATP, al qual encara no hi havien accedit ambdós. Alcaraz va esdevenir el tennista masculí més jove en ocupar el primer lloc del rànquing.[1][2]

- La tennista polonesa Iga Świątek va guanyar el seu tercer títol de Grand Slam en tres finals disputades. També fou el setè títol de la temporada, de fet, totes les finals que va disputar. En la final va derrotar la tunisenca Ons Jabeur, que disputava la seva segona final de Grand Slam consecutiva però amb derrota en ambdues.[3]

- La parella formada per l'estatunidenc Rajeev Ram i el britànic Joe Salisbury eren els defensors del títol i van reeditar-lo guanyant el tercer títol de la temporada i el tercer títol de Grand Slam junts. Salisbury va mantenir el primer lloc del rànquing de dobles.[4]

- La parella txeca formada per Barbora Krejčíková i Kateřina Siniaková van guanyar el seu sisè títol de Grand Slam juntes. Amb aquest títol van completar el Grand Slam ja que era el darrer títol que les mancava, addicionalment, també van esdevenir la segona parella en completar el Super Slam en dobles femenins, quatre títols de Grand Slam, medalla d'or olímpica i Copa Masters. Aquesta temporada han guanyat tres dels quatre títols de Grand Slam però un positiu per COVID-19 les va impedir participar en l'altre torneig que no van poder guanyar. En la final van derrotar la parella estatunidenca formada per Caty McNally i Taylor Townsend. Aquesta victòria va permetre a Siniaková recuperar el primer lloc del rànquing de dobles WTA.[5][6]

- La parella australiana formada per Storm Sanders i John Peers van aconseguir el primer títol de Grand Slam junts i també el primer títol de Grand Slam en dobles mixts per ambdós.[7][8]

## Campions/es

### Elit
| Categoria          | Campions/es                           | Finalistes                              | Resultat              |
| ------------------ | ------------------------------------- | --------------------------------------- | --------------------- |
| Individual masculí | Carlos Alcaraz                        | Casper Ruud                             | 6−4, 2−6, 7−6(1), 6−3 |
| Individual femení  | Iga Świątek                           | Ons Jabeur                              | 6−2, 7−6(5)           |
| Dobles masculins   | Rajeev Ram Joe Salisbury              | Wesley Koolhof Neal Skupski             | 7−6(4), 7−5           |
| Dobles femenins    | Barbora Krejčíková Kateřina Siniaková | Caty McNally Taylor Townsend            | 3−6, 7−5, 6−1         |
| Dobles mixts       | Storm Sanders John Peers              | Kirsten Flipkens Édouard Roger-Vasselin | 4−6, 6−4, [10−7]      |

### Júniors
| Categoria          | Campions/es                       | Finalistes                              | Resultat         |
| ------------------ | --------------------------------- | --------------------------------------- | ---------------- |
| Individual masculí | Martín Landaluce                  | Gilles-Arnaud Bailly                    | 7−6(3), 5−7, 6−2 |
| Individual femení  | Alex Eala                         | Lucie Havlíčková                        | 6−2, 6−4         |
| Dobles masculins   | Ozan Baris Nishesh Basavareddy    | Dylan Dietrich Juan Carlos Prado Ángelo | 6−1, 6−1         |
| Dobles femenins    | Lucie Havlíčková · Diana Shnaider | Carolina Kuhl Ella Seidel               | 6−3, 6−2         |

## Distribució de punts i premis

### Distribució de punts
| Esdeveniment       | G    | F    | SF  | QF  | Ronda de 16 | Ronda de 32 | Ronda de 64 | Ronda de 128 | Q  | Q3 | Q2 | Q1 |
| Individual masculí | 2000 | 1200 | 720 | 360 | 180         | 90          | 45          | 10           | 25 | 16 | 8  | 0  |
| Dobles masculins   | 2000 | 1200 | 720 | 360 | 180         | 90          | 0           | −            | −  | −  | −  | −  |
| Individual femení  | 2000 | 1300 | 780 | 430 | 240         | 130         | 70          | 10           | 40 | 30 | 20 | 2  |
| Dobles femenins    | 2000 | 1300 | 780 | 430 | 240         | 130         | 10          | −            | −  | −  | −  | −  |

### Distribució de premis
| Esdeveniment | G         | F         | SF      | QF      | Ronda de 16 | Ronda de 32 | Ronda de 64 | Ronda de 128 | Q3     | Q2     | Q1     |
| Individuals  | 2.600.000 | 1.300.000 | 705.000 | 445.000 | 278.000     | 188.000     | 121.000     | 80.000       | 44.000 | 33.600 | 21.100 |
| Dobles       | 688.000   | 344.000   | 172.000 | 97.500  | 56.400      | 35.800      | 21.300      | −            | −      | −      | −      |
| Dobles mixts | 163.000   | 81.500    | 42.000  | 23.200  | 14.200      | 8.300       | −           | −            | −      | −      | −      |

- Els premis són en dòlars estatunidencs.
- Els premis de dobles són per equip.